# Лисефјорд
Лисефјорд или Лисефјорден је фјорд који се налази у области Рифилке на југозападу Норвешке. Фјорд дуг 42 километра налази се у општини Форсанд у округу Рогаланд, око 25 километара источно од града Ставангер. Име значи "светли фјорд", а изводи се из светло обојених гранитних стена дуж његових страна. Посебно је познат по видиковцу Преикестолен са фјордом, који је главно туристичко одредиште у региону. Прилично изоловано село Лисеботн лежи на источном крају фјорда, а села Форсанд и Оанес леже на западном крају фјорда, близу моста Лисефјорд, јединог прелаза фјорда.

## Геологија
Фјорд је исклесан дејством ледника у ледено доба и поплавило га је море кад су се каснији ледници повукли. Професор Бјорн Г. Андерсен је у својој магистарској тези 1954. детаљно истражио и описао геологију Лисефјордена. Стеновити зидови падају готово преко 1.000 метара у воду. 

## Насељеност
Због негостољубивог, планинског терена, фјорд је само слабо насељен и на самој дужини има два већа села - Форсанд и Лисеботн, која се налазе на супротним крајевима фјорда. На северној обали фјорда налази се мала пољопривредна област. Регија фарме доступна је путем из села Ардал преко планина на северу. Постоји још неколико веома малих, раштрканих насеља дуж фјорда, али она су доступна само бродом. Не постоје путеви дуж фјорда, јер су стране фјорда превише стрме за путеве. Лисеботн, на источном крају фјорда, већином је насељен радницима који раде у оближњим хидроелектранама у Лисеу и Тјодану. 

## Туризам
Интересантно за Лисефјорд је да туристи могу у року од два сата да се попну на 740 метара н.в. дрвеним степеницама којих има 4 444. Најдужа дрвена степеништа на свету могу да шкрипе током пењања, али сигурно је да је конструкција чврста као камен, раније су исте степенице коришћене због хидроелектране Флорли. Ово је само један од многих изазова који се може искусити у близини Лисефјорда. Годишњи планинарски фестивал „Лисефјорден“ одржава се у септембру. Преикестолен представља један од најпознатијих светских видиковаца који се налази на природним квадратном планинском платоу величине 25х25 метара, са погледом на фјорд који је у неким тачкама дубок онолико колико је висока планина. Такође може се да проћи и стрмим путем до Оигардстола на 600 метара надморске висине, или да се на другачији начин осмотри овај пејзаж са палубе туристичког трајекта. Природа је очигледна основа за одрживи туризам. Лисејфјорд је 2018. године добио престижни сертификат „Одржива Дестинација“. Удружење за трекинг у Ставангеру отворило је ресторане са фокусом на локалну храну у Лисеботну и Пулпит Року. Локални састојци у храни могу се пробати и у кафићу Флорли. Подручје има разноврстан и удобан смештај, од праисторијског села Парк Ланда преко кампова и кабина до хидроцентралних станица Флорли и Лисеботн. После свих тих дрвених степеница и других планинарских искустава која се овде могу искусити, препоручује се добар одмор из тог разлога је избор смештајне јединице битан.